# Titus Tettienus Serenus
Titus Tettienus Serenus war ein römischer Senator am Ende des 1. und zu Beginn des 2. Jahrhunderts n. Chr.

## Leben
Die plebejische römische Familie mit dem auf Etrurien weisenden Gentilnamen Tettienus stammte aller Wahrscheinlichkeit nach aus Arretium, dem heutigen Arezzo, wie sich aus einer Inschrift ergibt. Über den Beginn von Serenus’ Laufbahn (Cursus honorum) ist nichts überliefert. Nach einer weiteren Inschrift war er gegen Ende der Regierungszeit des Kaisers Vespasian (69–79) Statthalter der römischen Provinz Gallia Lugdunensis, die das mittlere Gallien umfasste und die nach ihrer Hauptstadt Lugdunum (heute Lyon) benannt war. Nach dieser Statthalterschaft wurde Tettienus Serenus, wohl im Jahre 81, zusammen mit Gaius Scoedius Natta Pinarianus Suffektkonsul.
Im Jahre 92 wurde er Mitglied des Priesterkollegiums der Sodales Augustales Claudiales, das für den Kult des vergöttlichten Kaisers Claudius zuständig war. Später erhielt er noch ein weiteres hohes Priesteramt: Er wurde Pontifex und damit Mitglied des für die Aufsicht über alle Religionsangelegenheiten zuständigen Pontifikalkollegiums. Tettienus Serenus starb vermutlich 114 oder 115 n. Chr., da für das Jahr 115 sein Nachfolger bei den Sodales Claudiales, Decimus Iunius Carus, bekannt ist.
Sein Bruder war Galeo Tettienus Petronianus, der einige Jahre vor ihm, im Jahr 76, Suffektkonsul war.